# NOM-028-STPS-2012

La NOM-028-STPS es una norma oficial mexicana de organización de la seguridad la cual establece un sistema de administración de la Seguridad en los procesos y equipos críticos que manejan sustancias químicas peligrosas. Como todas las normas de la Secretaría del Trabajo tiene carácter obligatorio dentro de todo el territorio nacional mexicano a los centros de trabajo que les resulte aplicable. Su última versión fue publicada el 6 de septiembre de 2012. La estructura de los requerimientos es similar a lo solicitado por un sistema de gestión de normas internacionales.

## Objetivo
Esta norma establece los elementos de un sistema de administración a fin de asegurar la seguridad en los procesos y equipos críticos que manejen sustancias químicas peligrosas, a fin de prevenir accidentes mayores y proteger de daños a las personas, centros de trabajo y su entorno.